# Любов или измама
„Любов или измама“ (на испански: Amor Descarado) е американско-колумбийска теленовела, излъчвана в периода от 2003 до 2004 година.

## Сюжет
Два еднояйчни близнака са разделени при раждането си от собствения си баща и са израснали при съвсем различни условия. Чамои Солис е привлечен от предложението направено му от семейство Фуентемайор, заблуждава съпругата си Матилде Гарсия веднага след раждането на децата им и продава единият от близнаците, убеждавайки я, че детето е отвлечено. Използвайки парите които тайно е взел за продажбата на детето, този селяк който живее в близост до имението на семейство Фуентемайор в Пуебла, Мексико, уговаря съпругата си да имигрират в САЩ, убеждавайки я, че това е единственият начин тя да се избави от болката от загубата на детето им. Истинските намерения на Чамои са отдалечи колкото се може по-надалече семейството си, за да избегне евентуална среща на близнаците.
След като се устройват в Лос Анджелис, Чамои се забърква в тъмни сделки и е изпратен в затвора, оставяйки новороденото си дете, Пелучо само на грижите на Матилде. След пет години в затвора той отново е на свобода и решава да се преместят в Южна Флорида. През това време те се сдобиват с още едно дете, дъщеря им Йесения, но Чамои не забравя старите си навици, отново се забърква в тъмни сделки и отново влиза в затвора.
Продаденото дете се казва Родолфо и израства заобиколен от лукс и голямата любов на новите си родители, София и Камило които го представят за свой син, давайки му името си Фуентемайор. Семейството решава да се премести в Южна Флорида, САЩ, за да избегне срещата на детето с истинските му родители. Освен това Камило премества главния си офис на своята компания в Маями.

## Актьорски състав
- Хосе Анхел Ямас – Педро Солис „Пелуко“/Родолфо Фуентемайор
- Барбара Мори – Фернанда Лира
- Ивон Монтеро – Бетсабе Галдамес
- Виктор Гонсалес – Игнасио Валдес
- Исела Вега – Нора
- Лупита Ферер – Моргана Атал
- Хосе Бардина – Г-н Клинтън
- Габриела Роел – Матилде Гарсия
- Веранете Лозано – Елена Ривас „Чамояда“
- Рикардо Далмачи – Епигмено Солис „Чамой“
- Роберто Мол – Камило Фуентемайор
- Хоакин Гаридо – Елиодоро Галдаме
- Мара Кроато – Шантал Бургос
- Жанет Лер – Пастора Алисия Рубилар
- Вирна Флорес – Дженифър Реболедо
- Хосе Луис Франко – Гуадалупе „Лупе“
- Пауло Цезар Кеведо – Джонатан Муньоз
- Вероника Теран – Моника Пералта
- Педро Морено – Рубен Гарсия
- Моника Гусман – Есмералда Пералта
- Силвана Ариас – Констанза Валдес „Кони“
- Мариана Уердо – Топасио Пералта
- Кения Ихуелос – Йесения Солис
- Мелвин Кабрера – Абел Галдамес Рубилар
- Кристиан Тапан – Басилио Конча
- Лаура Термини – Мириам
- Алекса Куве – Ивон Алтамира
- Роберто Леверман – Омеро Силва
- Карла Родригес – Вики
- Хосуе Гутиерес – Бернардо
- Гладис Касерес – Корина
- Адриан Мас – Дино
- Роландо Тарахано – Сиего Аумада
- Сабас Малавер – Понсио
- Чао – Перес Пеня
- Габриел Париси – Густаво

## В България
В България теленовелата е излъчена през 2006 г. по bTV всеки делничен ден от 14:30. Ролите се озвучават от Ева Демирева, Десислава Знаменова, Добрин Стоянов, Георги Стоянов и Христо Узунов.